# Pavesi 35 PS
Der Pavesi 35 PS war ein Panzerwagen, welches in Italien zwischen dem Ersten und Zweiten Weltkrieg von der Firma Società anonima La Motomeccanica Brevetti Ing. Pavesi entwickelt wurde. Dieses Fahrzeug ist ein Stellvertreter zur Entwicklung der frühen Panzerkampfwagen.

## Geschichte
In Italien mangelte es an alternativen zu gepanzerten Kettenfahrzeugen. Panzerwagen oder anderweitig gepanzerte Fahrzeuge waren kaum vorhanden. Daraufhin machte sich der Entwickler und Ingenieur Ugo Pavesi an die Entwicklung eines solchen gepanzerten Fahrzeuges. Dazu nahm er den schon vorhandenen Pavesi P4 und entwickelte diesen weiter zu einem gepanzerten Fahrzeug mit Bewaffnung.
Es wurden insgesamt vier Prototypen von Pavesi entwickelt, die zwischen 1923 und 1924 auf der Basis des Fahrgestells des P4 getestet wurden. Drei Modelle wurden als Sturmpanzerwagen projektiert, zwei in einer leichten und einer in einer schweren Version, ein viertes Modell wurde als Panzerabwehrfahrzeug entwickelt. Die von Pavesi entwickelten Panzerwagen waren mit ihrem Allradantrieb voll geländefähig und waren zudem schneller als Kettenfahrzeuge. Zudem waren sie nicht auf Transportfahrzeuge für den Transport auf der Straße angewiesen. Der Pavesi 35 PS, offiziell als Typ B bezeichnet, war neben dem Typ A eines der beiden leichten Sturmpanzerwagenmodelle.
Das königlich-italienische Heer zeigte sich skeptisch gegenüber dem von Pavesi entwickelten PanzermModell. In Fachzeitschriften wehrte sich Pavesi gegen die seiner Ansicht nach nicht sachgerechte Kritik der Militärs. Generalstabschef Pietro Badoglio beendete jegliche weitere Diskussion, in dem er im Oktober 1925 gegenüber Mussolini äußerte, auf solche Fahrzeuge zunächst verzichten zu wollen. Als Grund führte er die hohen Kosten und die besonderen geomorphologischen Bedingungen der vorwiegend gebirgigen Apenninenhalbinsel an.

## Technische Beschreibung

Technische Zeichnung des Pavesi 35 PS.

Der Panzerwagen besaß wie der Pavesi P4 vier große Speichenräder mit Metallfelgen mit einem Durchmesser von 1,55 m. Durch diese großen Räder hatte das Fahrzeug eine Bodenfreiheit von 75 cm und eine Überwindung von Gräben mit bis zu 1,40 m breite war kein Problem. Die Leistung von 35 PS lieferte ein 4-Zylinder-Benzinmotor von Pavesi.
Die Panzerung des Fahrzeuges war zwischen 10 und 16 mm dick. Die Bewaffnung bestand aus einem 8-mm-Maschinengewehr mit 1000 Schuss Munition in einem zentral platzierten Drehturm. Die Besatzung bestand aus zwei Mann, dem Kommandanten und Richtschützen und dem Kraftfahrer. Das Panzerabwehrmodell Typ D war mit einer 57-mm-Kanone mit 30 Schuss ausgestattet. Diese befand sich aber nicht in einem Drehturm, sondern war in der Fahrzeugfront verbaut.

## Einsatz
Durch die italienische Armee erfolgte eine ausgiebige Evaluierung dieses neuen Fahrzeuges, die im Volksmund auch Pavesi Radpanzer genannt wurden. Wie alle auf der Basis des P4 entwickelten Modelle langte der Pavesi 35 PS nicht über den Status eines Prototyps hinaus.